# Blind Faith
Блајнд фејт (енгл. Blind Faith, IPA: //) је била енглеска блуз-рок група из Сарија. Сматра се једном од првих супергрупа у рок музици. Чланови групе су били: Ерик Клептон, Џинџер Бејкер, Стив Винвуд и Рик Греч. Издали су само један, истоимени албум у августу 1969.. Група је у стилском погледу била врло слична групама из којих су дошли Клептон, Бејкер и Винвуд (Трафик и Крим). 

## Чланови групе
- Ерик Клептон- вокал, гитара
- Стив Винвуд - оргуље, бас, гитара, клавир, клавијатуре, вокал, хармоника
- Џинџер Бејкер - бубњеви, удараљке
- Рик Греч - бас, виолина, вокал